# Pachytrype graphidioides
Pachytrype graphidioides är en svampart som först beskrevs av Syd. & P. Syd., och fick sitt nu gällande namn av M.E. Barr, J.D. Rogers & Y.M. Ju 1993. Pachytrype graphidioides ingår i släktet Pachytrype och familjen Calosphaeriaceae.   Inga underarter finns listade i Catalogue of Life.